# Цунамі в Зондській протоці
22 грудня 2018 року цунамі у Зондській протоці, викликане виверження вулкана Анак Кракатау, вразило прибережні райони Бантен і Лампунг, Індонезія. Приблизно 429 осіб загинули, а ще 1459 були поранені. Індонезійське метеорологічне, кліматологічне і геофізичне агентство (BMKG) повідомило, що цунамі, припливи та підводні зсуви були викликані виверженням вулкана.

## Передумови
Індонезія розташовується в тихоокеанському вогняному колі та має високу частоту землетрусів, а на її території налічується до 127 активних вулканів. Одним із таких вулканів є Анак Кракатау (дослівно — «Дитя Кракатау»), що утворився 1927 року в Зондській протоці після виверження вулкана Кракатау в 1883 році — одного із найсильніших вивержень в історії людства, яке забрало життя в понад 30 000 осіб.
За кілька місяців до цунамі, спостерігалося підвищення активності Анак Кракатау, а напередодні, 21 грудня відбулося двохвилинне виверження, що створило хмару попелу висотою 400 метрів.

## Цунамі
О 21:03 за місцевим часом (14:03 UTC), Анак Кракатау вивергнувся та пошкодив місцеве сейсмографічне обладнання, хоча на сусідній сейсмографічній станції було зафіксовано безперервні поштовхи. BMKG виявив цунамі о 21:27 за місцевим часом (14:27 UTC) на західному узбережжі Бантен, однак агентство не зафіксувало якоїсь попередньої тектонічної активності. Прес-секретар Індонезійського метеорологічного, кліматологічного і геофізичного агентства Сутопо Пурво Нугрого повідомив про аномальні цунамі, що спричинені підводним зсувом, викликаним виверженням Анак Кракатау, у поєднанні з повним місяцем.

## Наслідки
Індонезійська національна рада з боротьби зі стихійними лихами (індонез. Badan Nasional Penanggulangan Bencana — BNPB) спочатку повідомляла про 20 загиблих та 165 поранених осіб. Наступного дня кількість постраждалих зросла: налічувалося 43 загиблих (33 — у Пандегланзі, 7 — у Південному Лампунзі, та 3 — у Серанзі), 584 поранених і 2 зниклих безвісти. У Пандегланзі хвиля цунамі також накрила кілька популярних туристичних пляжів та напрямків, включаючи Танджунг-Лесунг. Під кінець того дня кількість загиблих збільшилась до 62, а зниклих безвісти — до 20. 23 грудня о 13:00 за місцевим часом, BNPB підтвердила, що 168 людей загинуло, 745 — поранено, а 30 було оголошено безвісти зниклими.
Серед загиблих індонезійський актор Heriyanto, також відомий як Аа Джиммі, і члени гурту Seventeen, басист і менеджер, а гітарист і барабанщик безвісти пропали. В інтернеті поширився відеоролик, де показано, що гурт накрило цунамі під час виступу на пляжі Танджунг-Лесунг. Цунамі також забрало життя декількох членів туристичної групи державної компанії «Perusahaan Listrik Negara» та Міністерства спорту та молоді, а деякі інші безвісти пропали чи поранені.

## Збитки
Близько 400 будинків у Пандеглангу, що розташовані недалеко від узбережжя, були повністю знищені чи суттєво пошкоджені, включаючи близько 9 готелів. 30 будинків у Південному Лампунзі також були сильно пошкоджені. Дорога, що з'єднує Серанг і Пандегланге була відрізана.

## Реакція
Президент Індонезії Джоко Відодо наказав провести негайне реагування з боку BNPB, Міністерства соціального забезпечення та Збройні сили Індонезії. Малайзійський віце-прем'єр Ван Азіза Ван Ізмаїл запропонував допомогу. У Міністерстві туризму тимчасово припинили всі туристичні акції для Лампунг і Бантен.
Через кілька годин після події прем'єр-міністр Австралії Скотт Моррісон запропонував допомогу постраждалим, а також висловив співчуття у Twitter. Те ж саме зробив прем'єр-міністр Індії Нарендра Моді через свій Twitter і повідомив про готовність допомогти індонезійському уряду. Президент США Дональд Трамп також висловив свої співчуття через Twitter, назвавши його «немислимим спустошенням».
У Пандеглангу сирена, що попереджує про цунамі, через несправність прозвучала вже після цунамі. Однак, це змусило жителів евакуюватися.